# American Foundation for AIDS Research
American Foundation for AIDS Research, amfAR, är en ideell organisation grundad 1985, som aktivt kämpar mot aids/hiv genom att med hjälp av bidrag från frivilliga privatpersoner, stiftelser och företag stödja forskning på området.